# Ben Donaldson
Pour les articles homonymes, voir Donaldson.

a Compétitions nationales et continentales officielles uniquement.

b Matchs officiels uniquement.
Dernière mise à jour le 7 août 2025.
Ben Donaldson, né le 4 avril 1999 à Sydney (Australie), est un joueur international australien de rugby à XV. Il évolue aux postes de demi d'ouverture ou d'arrière pour la Western Force en Super Rugby.

## Biographie

### Jeunesse et formation
Ben Donaldson naît à Sydney. Il commence la pratique du rugby à XV au sein des Clovelly Eagles en catégorie des moins de 11 ans, avant d'être scolarisé au sein du Waverley College (en) où il évolue avec l'équipe de rugby de l'établissement en 2016 et 2017 et remporte le championnat scolaire ces deux années,.
Son père Stu Donaldson est notamment son entraîneur de rugby à XV au sein de l'équipe du Waverley College, puis à Randwick. Dans ces équipes, il évolue notamment avec Will Harrison (en), son ami et futur coéquipier en senior également qui joue aux mêmes postes de demi d'ouverture et d'arrière que lui.
Il intègre ensuite l'Academy (centre de formation) des Waratahs après sa dernière année scolaire en 2018.
Durant sa jeunesse, il est notamment sélectionné avec la Australian Schoolboys rugby union team (en) (sélection scolaire australienne) en 2017, puis avec l'équipe d'Australie des moins de 18 ans.

### Début de carrière et découverte du Super Rugby avec les Waratahs (2018-2022)
Ben Donaldson fait ses débuts senior en août 2018 avec Randwick contre Sydney University dans le cadre du Shute Shield. Le mois suivant, il fait également ses débuts en National Rugby Championship avec les Sydney Rays.
En avril 2019, il est sélectionné avec l'équipe d'Australie des moins de 20 ans pour disputer le Championnat d'Océanie des moins de 20 ans 2019 (en). La compétition est remportée par les jeunes Australiens. En juin suivant , il est également sélectionné pour le Championnat du monde junior avec cette sélection,. L'équipe se qualifie en demi-finale face à l'Argentine, Donaldson est titularisé pour la première fois et se montre décisif en inscrivant dix-neuf des trente-quatre points lors de la victoire 34-13 des Australiens. Son équipe s'incline ensuite en finale, qu'il ne dispute pas, face à la France.
Ben Donaldson fait ses débuts avec les Waratahs lors de la saison 2020 de Super Rugby AU face à la Western Force lorsqu'il remplace son ami Will Harrison. Cette saison-là, il ne joue exclusivement que des rencontres en tant que remplaçant.
Durant la saison 2021 de Super Rugby, il dispute seulement cinq rencontres, toutes en tant que titulaire. Après la saison, au mois de juillet 2021, il signe une prolongation de contrat de deux saisons avec les Waratahs.
Lors de la saison 2022 de Super Rugby, il est titulaire en début de saison au poste de demi d'ouverture avec les Waratahs, par la suite les bonnes performances de Tane Edmed (en) à ce poste le pousse en premier lieu sur le banc, puis au poste d'arrière en fin de saison. Il dispute un total de douze rencontres, dont huit en tant que titulaire. 

### Découverte du niveau international et participation à la Coupe du monde (2022-2023)
En juin 2022, Ben Donaldson est sélectionné en équipe d'Australie A (en) (équipe réserve nationale) pour participer à la Coupe des nations du Pacifique. Durant la compétition, il est titularisé lors de deux rencontres face aux Fidji et les Tonga. Trois mois plus tard, il est de nouveau sélectionné avec cette sélection pour disputer une tournée contre l'équipe réserve du Japon. En octobre suivant, à la suite de ses bonnes performances avec l'Australie A, il est sélectionné en équipe d'Australie pour les test matchs de fin d'année. Le mois suivant, il connaît sa première cape internationale contre l'Italie où il entre en jeu en fin de match à la place de Noah Lolesio et manque notamment la transformation de la gagne après le temps règlementaire, l'Australie concède alors la première défaite de son histoire face à l'Italie (28 à 27),. Deux semaines plus tard, il est titularisé pour sa deuxième sélection contre le pays de Galles.
Pendant la saison 2023 de Super Rugby, il s'impose comme un titulaire de la franchise en étant titularisé lors des quinze rencontres qu'il dispute, le plus souvent au poste d'ouvreur et quelquefois à l'arrière. 
En juin 2023, il est annoncé qu'il signe pour la franchise de la Western Force pour la saison prochaine et ce jusqu'en 2025. Le même mois, il est sélectionné par Eddie Jones pour disputer le Rugby Championship et pour préparer la Coupe du monde. Il ne joue aucune rencontre lors du Rugby Championship mais dispute un test match face à la France en tant que remplaçant. En août suivant, il est tout de même présent dans la liste des trente-trois joueurs retenus pour disputer la Coupe du monde en France, il est notamment l'un des deux joueurs sélectionnés pouvant évoluer au poste de demi d'ouverture avec Carter Gordon. Pour la première journée de la compétition, il est titularisé au poste d'arrière en raison des défaillances de Carter Gordon au niveau du tir au but lors des matchs de préparation. Lors de son premier match en Coupe du monde, dans la poule C, Donaldson réalise une très bonne performance en inscrivant un total de vingt-cinq points, dont ses deux premiers essais en sélection, lors de la victoire 35 à 15 de son équipe contre la Géorgie, il est notamment élu homme du match. Lors de la deuxième rencontre, il est de nouveau titularisé à l'arrière contre les Fidji, malgré ses cinq points inscrits au pied, son équipe s'incline 22 à 15 et se retrouve en mauvaise posture pour la suite de la compétition. Pour les deux autres rencontres de poule, il est titularisé à l'ouverture à la place de Carter Gordon contre le pays de Galles, défaite 40 à 6, et contre le Portugal, victoire 34 à 14. Son équipe est éliminée dès cette phase de poule. Durant la compétition, il inscrit un total de quarante-cinq points en quatre rencontres. Fin octobre 2023, il est retenu avec les Barbarians pour disputer un test match contre le pays de Galles début novembre. Pour cette rencontre, il est remplaçant et inscrit une transformation après être entré en jeu mais son équipe s'incline 49 à 26.

### Départ à la Western Force et régulièrement sélectionné (depuis 2024)
En février 2024, dès la première journée de Super Rugby, il fait ses débuts en tant que titulaire à l'ouverture avec la Western Force. Lors de la cinquième journée, il se montre décisif durant la première victoire de la saison de sa nouvelle équipe, contre les Queensland Reds 40 à 31, en marquant cinq transformations. Quatre journées plus tard, il prend une part prépondérante dans le premier succès de la Western Force contre les Crusaders depuis onze ans en inscrivant dix-sept points au pied lors de la victoire 37 à 15 des siens. Durant la douzième journée, il est une nouvelle fois décisif en marquant vingt-trois points, dont son premier essai de la saison, lors de la large victoire 48 à 10 contre les Fijian Drua, la troisième de la saison. La journée suivante, il inscrit son deuxième essai de la saison et douze points au pied pour mener la Western Force à la victoire (27 à 7) contre les Waratahs, son ancienne équipe. Il est ensuite forfait pour le dernier match de la saison. Pour sa première saison dans la franchise de Perth, il s'impose comme le titulaire au poste de dix en disputant treize matchs dans ce rôle et inscrivant 111 points. À l'issue de la saison, il reçoit la Nathan Sharpe Medal récompensant le meilleur joueur de la Western Force de la saison.
À l'issue de la saison, il est convoqué pour les test matchs estivaux avec les Wallabies. Il dispute le deuxième test contre le pays de Galles en tant que remplaçant puis est titularisé le match suivant contre la Géorgie. Durant la rencontre remportée contre les Géorgiens, il ne réussit pas un bon match alors qu'il est en concurrence avec Noah Lolesio et Tom Lynagh pour la place de dix titulaire avec les Wallabies. Début août, il est tout de même convoqué pour le Rugby Championship. Non retenu pour la première journée, il est remplaçant pour la seconde contre l'Afrique du Sud. Lors de la troisième journée, il fait son entrée en jeu en toute fin de match et inscrit la pénalité de la gagne pour son équipe qui s'impose 20 à 19 contre l'Argentine. Titularisé pour le match suivant, de nouveau contre l'Argentine, son pays est largement défait 67 à 27 alors qu'il mène 20 à 17 à la mi-temps. Il est ensuite remplaçant pour la dernière journée contre la Nouvelle-Zélande. Durant l'automne, il est sélectionné pour la tournée en Europe et dispute trois matchs, tous en tant que remplaçant.
Lors de la première journée de la saison 2025 de Super Rugby, il se montre décisif en inscrivant vingt points, dont l'essai de la victoire dans le temps supplémentaire de la seconde période après une percée de 70 mètres, durant la victoire serrée 45 à 44 des siens contre les Moana Pasifika. La semaine suivante, il inscrit treize points lors du succès de la Western Force 45 à 42 sur le terrain des Brumbies, leur premier depuis quatorze ans chez leur adversaire du jour. En fin de saison, il signe une prolongation de contrat jusqu'en 2027 avec la Western Force et la Fédération australienne. Au total, il dispute treize matchs, douze comme titulaire, et inscrit 96 points durant la saison.
En suivant, il est retenu avec les Wallabies pour la série de test matchs contre les Lions britanniques et irlandais. Durant la série, il est remplaçant lors des trois rencontres mais n'entre en jeu qu'à deux reprises, inscrivant notamment quatre points lors du seul succès australien. L'Australie perd donc la série avec deux défaites et un succès. Début août, il est convoqué pour le Rugby Championship 2025.

## Statistiques

### En équipe nationale
Ben Donaldson compte 19 capes en équipe d'Australie, dont 7 en tant que titulaire, depuis sa première sélection le 12 novembre 2022 face aux Tonga. Il inscrit 95 points, deux essais, 13 pénalités et 23 transformations.
Il participe à une édition de la Coupe du monde en 2023, il joue quatre rencontres en tant que titulaire et inscrit quarante-cinq points.

## Palmarès

### En équipe nationale
- Vainqueur du Championnat d'Océanie des moins de 20 ans en 2019 (en) avec l'équipe d'Australie des moins de 20 ans.
- Finaliste du Championnat du monde junior en 2019 avec l'équipe d'Australie des moins de 20 ans.

### Distinctions personnelles
- Récipiendaire de la Nathan Sharpe Medal en 2024.